# 犬食い
犬食い（いぬぐい）とは、日本の食文化の上で「犬のように食事する」形態を指し、食事の時に器を手に持たず、テーブル上にある食器に盛られた料理に、極端な前屈姿勢で顔（口）を突っ込まんばかりに近づけてガツガツと食べること。日本式の食事マナー（日本の食事作法）に反するとみなされ、周囲から見苦しい印象を持たれやすい。

## 概要

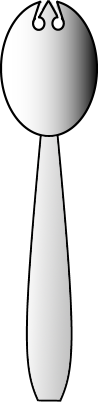
いわゆる「先割れスプーン」

日本において、食器に顔を近づけて食事する姿が社会問題としてマスメディアなどに取り上げられた。この原因の一つとされたのが、給食で使われている「先割れスプーン」と呼ばれるスプーンとフォークの機能を併せ持つ食器と、ランチプレートと呼ばれる幾つもの料理を盛り付けるために複数の窪みを持つ食器であった。
先割れスプーンが学校給食に用いられだしたのがいつ頃からかは定かではないが、1950年代から1960年代よりプレス加工で大量生産の利くこの食器は、小学校などで供される給食に利用されていった。これらは様々な料理が供される学校給食で、総合的に利用できる単一の食器として利用されたのである。
先割れスプーンが利用された当初の頃は、食器もアルマイトのプレス加工で椀や鉢・皿といったものが利用され、和食では標準的な食事方法である「料理の入った食器を口元に持っていって、直接口の中に流し込む」という食べ方が可能であったため、先割れスプーンは「汁物がこぼれる」や「麺類は食べ難い」などの問題点もありながらも、さほど食事風景としては見苦しいものではなかった。ただ、熱い汁物を満たしたアルマイトの椀は、熱が直接手に伝わるため手に持って口に運ぶのが困難となることがしばしばあって犬食いを誘発することがあり、その後の犬食い問題の萌芽はこの時点で生じていた。
さらに、1980年代には給食における食器の後片付けの利便性という点で、複数の食器を使うよりも、ランチプレートにお子様ランチのように盛り付ける様式の方が簡便であるとして方々に採用され始めたことから、問題が深刻化した。先割れスプーンは、多様化した給食のおかずを必ずしも突き刺して口に運ぶことができず、また汁物は先端の切れ目からこぼれ、麺類は絡めて口元に運べないことから、必然的に食器に盛られた料理に顔を突っ込まんばかりに近づけて食べるしかなくなった。こうなると、犬や猫が餌の盛られた食器に顔を突っ込んで食べる様に良く似ていて見苦しい状態となってしまい、これがいわゆる「犬食い」として問題視されるようになった。また前屈姿勢で料理が視界に入らないことから料理をこぼす場合もあるため、これも「もったいない」として問題に挙げられた。この中では、箸による食事を見直す動きもみられ、またランチプレートが耐熱性のある合成樹脂（メラミン樹脂やポリカーボネートなど）で、保護者の間に環境ホルモンに対する漠然とした不安が広まるにつれ使用しないよう求められるなどしていったため、次第にこの問題は終息していった。
ただ、韓国や中国など海外では、器を持たないことが逆に正しい食事のマナーとされている。韓国でも日本と同じようにご飯・味噌汁を各自の椀によそって食べるが、お椀に顔を近づけて食べるのが普通。韓国のお椀は金属でできており、熱伝導性の高さから熱くて持てないのが理由とされている。

## 日本における食事マナー
日本の食文化では、背筋を伸ばしてた良い姿勢で食事をする事が良しとされている事もあり、背を曲げて口を食器に近づける姿勢は忌避され、お椀を持って食事をする。また日本の食文化における食器体系では水気の多い料理に匙（またはレンゲ）を使わないことから、この食べ方ではこぼしやすくなる。
日本では、様々な地域の料理が供されているにもかかわらず、特定の地域の料理のみを供する飲食店（専門店）を除けば、やはり椀や丼などの食器を手に持つことが多く、前屈姿勢で食べることは忌避されている。家庭料理で洋食などを出す場合でも、やはり同様である。このため犬食いを嫌い、避けられる傾向も見られる。

### 弁当
弁当では、依然として一つの食器に主食からおかず、場合によってはデザートまで収められているため、箸が上手につかえない児童などでは、やはり犬食いとなってしまいやすい。ある程度、手が上手に使えるなら弁当箱を持って食事ができるが、幼稚園や保育園などの幼児では上手に弁当箱を持てない場合もあるためである。
この問題に関して、フジッコは2006年10月より「犬食いにならないためのお弁当箱」として「おべんとう丸くん」という2段構造のランチボックスを発売している。この弁当箱は、ご飯が下の半球状部分に収められ、家庭の食卓で使っているご飯茶碗（→茶碗）のような形をしており、おかずは上部円筒部に収められた部分から箸で取って食べるようになっている。
こういった食器に関する改良は多方面に見られ、先割れスプーンでも「より使いやすい形状」への変更も見られる一方、箸も児童向けなどに先端部に滑り止め加工の施された「児童箸」といったものも利用されている。

### 身体的障害
手の麻痺や筋力の低下などといった身体的障害を持つ者は、犬食いにならざるを得ない場合もある。先割れスプーン（特に先端部がフォーク状になっているもの）を使うと、無理な姿勢で食器に顔を近づけずとも、口元まで食事を運びやすい。またその他にもピンセットとスプーンを併せたような食器も開発されており、それらは介護用品取扱店などで見掛けることができる。